# Вишньеи, Дьюла
Джули Вии (англ. Juli Veee), он же Дьюла Вишньеи (венг. Visnyei Gyula; род. 22 февраля 1950, Будапешт) — венгро-американский футболист, выступавший на позиции нападающего. Его называли «Двойная двойка», «Тройное И», «Один-единственный». Вии добился наибольшего успеха, играя в шоубол с «Сан-Диего Сокерз». Он также сыграл четыре матча и забил два гола за национальную сборную США.

## Ранние годы
Вии вырос в бедной семье в Будапеште, Венгрия. Когда Вии исполнилось 15, он предстал перед выбором: продолжить карьеру в настольном теннисе или футболе. Он выбрал футбол. Испытывая притеснения со стороны коммунистического правительства, Вии покинул страну, когда ему было 18 лет во время тура по Италии с молодёжной сборной Венгрии. Вратарь «Твенте» Иштван Кендереси рекомендовал Вии руководству клуба, но переход не состоялся, так как в клубе уже было трое легионеров. В итоге Вии начал свою профессиональную карьеру во французском «Ренне». Он не планировал надолго оставаться в клубе, но тренер обманом заставил его подписать четырёхлетний контракт. В 1975 году Вии переехал в США.

## Карьера игрока

### Клубная карьера

#### NASL и Бельгия
В 1975 году Вии переехал в США, где подписал контракт с «Лос-Анджелес Ацтекс» из Североамериканской футбольной лиги. В том сезоне он сыграл в 19 играх, забив шесть мячей. Он был продан в «Сан-Хосе Эртквейкс» перед сезоном 1976 года.
По завершении сезона 1976 года Вии переехал в Бельгию, где подписал контракт с клубом Первого дивизиона «Льерс». Он провёл один сезон с «Льерсом» до перехода в «Стандард Льеж» на 1977/78 сезон. Вии вернулся в NASL, чтобы играть за «Сан-Диего Сокерз» (1978—1982 годы). Вии был любимцем болельщиков «Сокерз». Его техника и навыки были весьма впечатляющими. Хотя он был очень талантливым игроком в классический футбол, он стал наиболее известен как игрок в шоубол.

#### Шоубольные сезоны NASL
NASL создала лигу шоубола, в которой «Сокерз» принимали участие в 1980/81, 1981/82 и 1983/84 сезонах. Клуб выиграл чемпионат в 1981/82 и 1983/84 сезонах. Джули Вии был звездой команды. Он продолжал играть за «Сокерз» в MISL. В целом «Сокерз» выиграли 10 чемпионатов по шоуболу (два в NASL и ещё восемь в MISL). Вии закончил свою карьеру в «Сокерз» с 254 голами и 214 голевыми передачами. Он был одним из пионеров шоубола и внёс большой вклад в развитие этой разновидности футбола в США.

#### MISL
Он начал свою карьеру в MISL с «Нью-Йорк Эрроуз». Его главным достижением в футболе, наверное, было пятикратное чемпионство в лиге с «Сан-Диего Сокерз». Он трижды был признан самым ценным игроком лиги. Он также был самым ценным игроком финалов в 1982—1983 годах. В конце сезона 1984 года «Сокерз» продали Вии в «Лас-Вегас Американс», где он сыграл один сезон. В 1985 году он вернулся в «Сокерз» и закончил свою карьеру с ними в 1988 году. Он закончил свою карьеру с «Сокерз» с 254 голами и 214 голевыми передачами.

### Национальная сборная
Вии сыграл четыре матча со сборной США после того, как он стал гражданином США. Его первая игра со сборной состоялась 15 октября 1976 года, его команда проиграла Мексике. Пять дней спустя в победном матче против Канады он забил свой первый гол в сборной. Он сыграл ещё один матч в 1976 году, а затем выбыл со сборной на целых шесть лет. 21 марта 1982 года в единственной игре США в году команда со счётом 2:1 одержала победу над Тринидадом и Тобаго. В том матче Вии также забил свой второй гол за сборную.
Вии был также членом сборной США, которая квалифицировалась на летние Олимпийские игры 1980. Вии забил гол в матче США с Суринамом, благодаря этому команда прошла отборочный раунд, но президент Джимми Картер отменил участие США в этих играх в качестве бойкота за советское вторжение в Афганистан. Так как ФИФА не признаёт матчи финального и отборочного турнира Олимпийских игр как полноценные международные, эти игры не включены в статистику Вии в сборной.
Также Вии представлял сборную США по мини-футболу на чемпионате мира 1989 года. Его команда завоевала бронзу, обыграв в матче за третье место Бельгию.

## Тренерская карьера
После ухода со спорта в 1988 году Вии оказался без работы и без средств к существованию. В то время он стал художником и коллекционером книг, однако это не обеспечивало достаточного дохода на тот момент, чтобы зарабатывать на жизнь. Местный молодёжный тренер, который знал Вии, попросил его помочь в работе с командой. Вии нуждался в деньгах, поэтому согласился. Он быстро осознал, что любит данное занятие, и это стало началом его тренерской карьеры. Его тренерская работа включает три года с «Сан-Диегито Сёрф» и два года с «Пегасусом». Он работал с молодёжным клубом «Энсинитас Экспресс» на протяжении 18 лет и в настоящее время является спортивным директором клуба. В 2005 году стал главным тренером женской команды средней школы «Ла Коста Каньйон». Он решил стать тренером команды средней школы из-за неудовлетворённости отсутствием прогресса игроков его клуба. Вии сделал вывод: качество футбола средних школ находится на низком уровне, и решил, что лучший способ поднять его — это личное вмешательство.
Вии подписал контракт с «Лос-Анджелес Рэмс» (НФЛ) как плейскикер, но ни разу не сыграл за команду.
В 1997 году Вии был включён в Зал славы чемпионов Сан-Диего, став первым футболистом, удостоенным такой чести.